# Плайська
Пла́йська — річка в Українських Карпатах, у межах Тячівського району Закарпатської області. Ліва притока Бертянки (басейн Тиси).

## Опис
Довжина 14 км, площа водозбірного басейну 46,4 км². Похил річки 42 м/км. Річка типово гірська. Долина заліснена, вузька і глибока, місцями каньйоноподібна. Річище слабозвивисте.

## Розташування
Плайська бере початок у котловині між горою Кінець Ґорґану, полониною Рущина та урвищем Пекло. Тече в межах масиву Привододільні Горгани переважно на південь, у пониззі — на південний захід. Впадає до Бертянки за 3 км вище від гирла річки Турбат.

## Цікаві факти
- Долиною Плайської (в пониззі) веде шлях до перевалу Легіонів.
- У минулому вздовж річки (до її середньої течії) проходила одна з найвіддаленіших гілок вузькоколійної залізниці Тересва — Усть-Чорна. Тут були обладнані два роз'їзди — Плайська і Комарне.